# Al-Nukhayla
Al-Nukhayla fou una antiga població de l'Iraq propera a Kufa. També un pou entre al-Mughitha i al-Àqaba, a uns 5 km d'al-Hufayr portava el mateix nom. El nom d'al-Nukhayla és esmentat als relats de la segona batalla de Qadisiyya. Estaria a uns 65 km al nord-nord-oest de Kufa. Es creu que pot correspondre a la moderna Khan Ibn Nkhayle a uns 20 km al sud/sud-est de Karbala.